# Alliansvapen
Alliansvapen kallas det när två eller i vissa fall flera heraldiska vapen ställs samman i en gemensam bild. Detta görs för att visa på alliansen mellan två olika vapenbärare, exempelvis länder, personer eller fursteätter. Alliansvapen är kända från slutet av 1200-talet.
Det finns två grundformer av alliansvapen, ett där två vapen är sammanställda i en kluven sköld och ett där två sköldar har ställts bredvid varandra. Det vapen som är högre i rang befinner sig i den heraldiskt högra positionen. Om det högra vapnet har en vapenbild som visas i profil, spegelvänds vapnet så att motivet i skölden vänder sig mot den andra skölden; att vända skölden så kallas courtoisie (franska för "artighet").
Alliansvapen används ofta för att visa på alliansen mellan två personer som gifter sig. Då är alltid mannens vapen i den heraldiskt högra positionen och sköldarna brukar gemensamt krönas av mannens rangkrona, om han har en sådan.